# Raniero Di Giovanbattista
Raniero Di Giovanbattista, né en 1932 à Rome et mort en 2017, est une réalisateur et scénariste italien.

## Biographie
Son premier scénario date de 1966 avec Un gangster revient de Brooklyn d'Emimmo Salvi, tandis qu'au cours de la décennie suivante, il écrit les scénarios des films Un flic voit rouge et Marc la gâchette, tous deux réalisés par Stelvio Massi en 1975.
Signant lui-même du pseudonyme « Jonas Rainer », il fait ses débuts de réalisateur en 1979 avec Libidine, puis se consacre au début des années 1980 aux films pornographiques, à commencer par Valentina, ragazza in calore (it), le deuxième film porno de Moana Pozzi, dans lequel apparaissent également Mark Shannon et Guia Lauri Filzi.

## Filmographie

### Scénariste
- 1966 : Un gangster revient de Brooklyn (Un gangster venuto da Brooklyn) d'Emimmo Salvi
- 1974 : Flavia la défroquée (Flavia, la monaca musulmana) de Gianfranco Mingozzi
- 1975 : Un flic voit rouge (Mark il poliziotto) de Stelvio Massi
- 1975 : Marc la gâchette (Mark il poliziotto spara per primo) de Stelvio Massi

### Réalisateur
- 1979 : Libidine
- 1981 : Valentina, ragazza in calore (it) (film X)
- 1982 : Follia erotica di una diciottenne
- 1985 : Porcellone e porcellini (tourné en 1981)